# Dacoderus rossi
Dacoderus rossi es una especie de coleóptero de la familia Salpingidae.

## Distribución geográfica
Habita en Costa Rica.